# 11a etapa del Tour de França de 2014
L'11a etapa del Tour de França de 2014 es disputà el dimecres 16 de juliol de 2014 sobre un recorregut de 187,5 km entre les localitats franceses de Besançon i Oyonnax.
El vencedor de l'etapa fou el francès Tony Gallopin (Lotto-Belisol), gràcies a un atac en solitari la darrera ascensió del dia. Amb el mateix temps arribà el grup del líder, comandat per John Degenkolb (Giant-Shimano) i format per tan sols per 34 unitats. En les diferents classificacions no es produí cap canvi significatiu.

## Recorregut
Etapa trencacames, amb nombroses ascensions no puntuables en els primers 130 quilòmetres d'etapa, a través dels departaments del Doubs i el Jura. En els darrers 50 quilòmetres, bona part d'ells pel departament de l'Ain, hi ha quatre cotes puntuables, tres de tercera i una de quarta categoria. La darrera de les ascensions puntuables, de tercera, es troba a tan sols 20 quilòmetres de l'arribada a Oyonnax.

## Desenvolupament de l'etapa

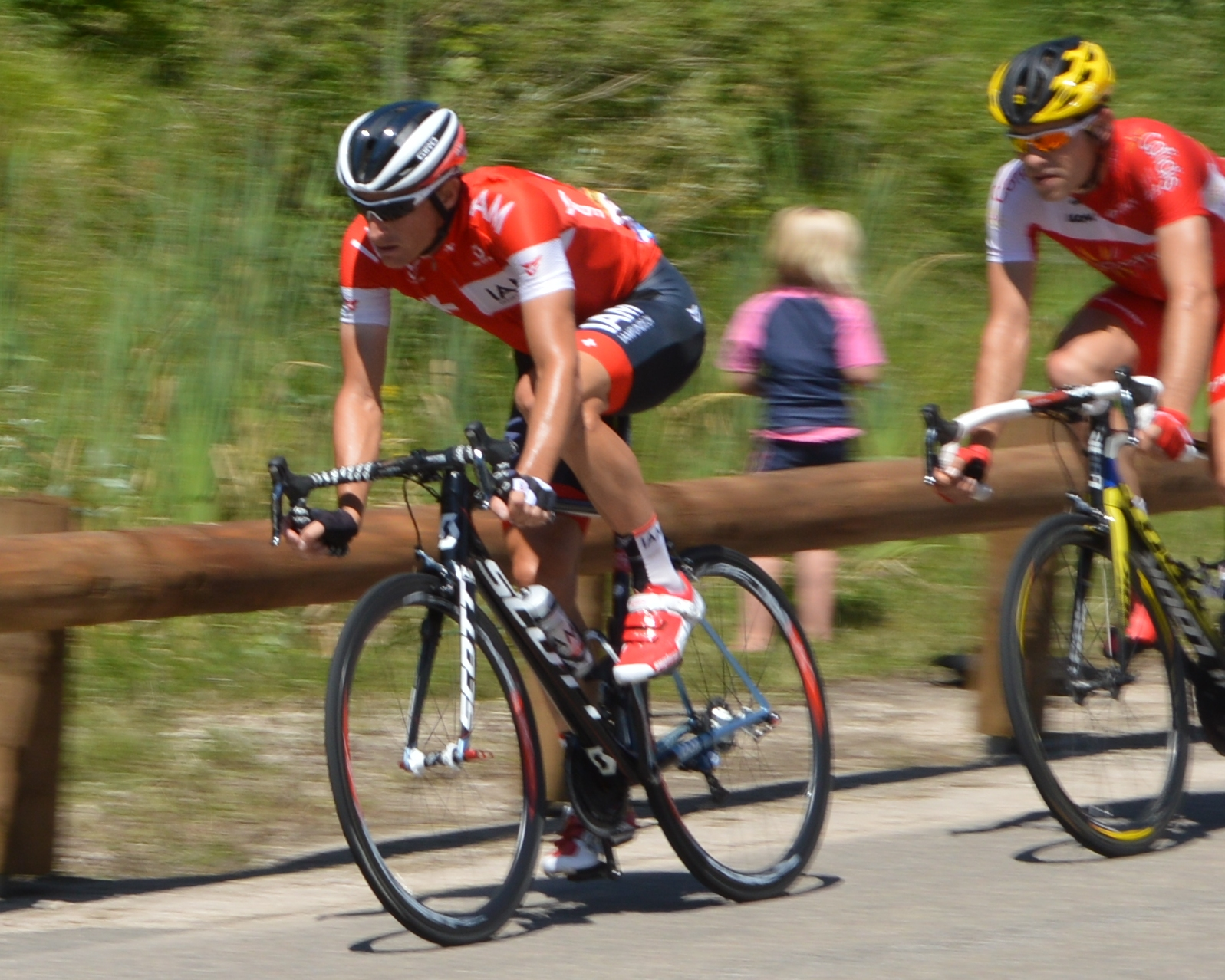
Martin Elmiger i Cyril Lemoine durant l'escapada.

Després del primer dia de descans de la present edició del Tour l'etapa començà molt moguda, amb nombrosos intents d'escapada en els primers quilòmetres. No seria fins al quilòmetre 28 quan es començaria a formar l'escapada del dia, amb el salt de Martin Elmiger (IAM Cycling). Poc després s'hi afegirien Cyril Lemoine (Cofidis) i Anthony Delaplace (Bretagne-Séché Environnement) i ràpidament ampliaren la diferència fins als 6' 45" que tenien al quilòmetre 46, moment en què el Cannondale i l'Orica-GreenEDGE passaren a encapçalar el gran grup per retallar la diferència. Els escapats arribaren al primer port amb 2' sobre el gran grup. Elmiger atacà en la primera de les cotes, però en la segona fou agafat per Nicolas Roche (Team Tinkoff-Saxo) i Jan Bakelants (Omega Pharma-Quick Step). En la tercera cota s'hi afegirien dos ciclistes més, però amb diferències molt reduïdes respecte al grup del líder i poc després de coronar la darrera cota foren neutralitzats. En el descens, aprofitant que no era continu i que presentava algun tram de pujada, Tony Gallopin (Lotto-Belisol) deixà enrere el grup principal. Peter Sagan, Michael Rogers, Michał Kwiatkowski rodaren escapats durant uns quants quilòmetres i fins i tot s'uniren a Gallopin a manca de 5 quilòmetres per l'arribada, però poc després Gallopin ho tornà a intentar, i aquesta vegada li va servir per presentar-se a l'arribada amb uns metres de diferència sobre el gran grup. En segona posició finalitzà John Degenkolb, mentre que en la general no es produïren canvis significatius i sols Rui Costa va perdre una mica més d'un minut i mig sobre Vincenzo Nibali.

## Resultats

### Classificació de l'etapa
|    | Ciclista                 | Equip                   | Temps      |
| -- | ------------------------ | ----------------------- | ---------- |
| 1  | Tony Gallopin (FRA)      | Lotto-Belisol           | 4h 25' 45" |
| 2  | John Degenkolb (GER)     | Giant-Shimano           | m. t.      |
| 3  | Matteo Trentin (ITA)     | Omega Pharma-Quick Step | m. t.      |
| 4  | Daniele Bennati (ITA)    | Team Tinkoff-Saxo       | m. t.      |
| 5  | Simon Gerrans (AUS)      | Orica-GreenEDGE         | m. t.      |
| 6  | José Joaquín Rojas (ESP) | Movistar Team           | m. t.      |
| 7  | Greg Van Avermaet (BEL)  | BMC Racing Team         | m. t.      |
| 8  | Samuel Dumoulin (FRA)    | AG2R La Mondiale        | m. t.      |
| 9  | Peter Sagan (SVK)        | Cannondale              | m. t.      |
| 10 | Kévin Reza (FRA)         | Team Europcar           | m. t.      |

### Punts atribuïts
| 1r  | Cyril Lemoine (FRA)      | Cofidis                      | 20 pts |
| 2n  | Martin Elmiger (SUI)     | IAM Cycling                  | 17 pts |
| 3r  | Anthony Delaplace (FRA)  | Bretagne-Séché Environnement | 15 pts |
| 4t  | André Greipel (GER)      | Lotto-Belisol                | 13 pts |
| 5è  | Marcel Kittel (GER)      | Giant-Shimano                | 11 pts |
| 6è  | Alexander Kristoff (NOR) | Team Katusha                 | 10 pts |
| 7è  | Mark Renshaw (AUS)       | Omega Pharma-Quick Step      | 9 pts  |
| 8è  | Bryan Coquard (FRA)      | Team Europcar                | 8 pts  |
| 9è  | Roy Curvers (NED)        | Giant-Shimano                | 7 pts  |
| 10è | Yohann Gène (FRA)        | Team Europcar                | 6 pts  |
| 11è | Peter Sagan (SVK)        | Cannondale                   | 5 pts  |
| 12è | Christian Meier (CAN)    | Orica-GreenEDGE              | 4 pts  |
| 13è | Jean-Marc Marino (FRA)   | Cannondale                   | 3 pts  |
| 14è | Elia Viviani (ITA)       | Cannondale                   | 2 pts  |
| 15è | Alessandro Vanotti (ITA) | Astana Qazaqstan Team        | 1 pt   |

| 1r  | Tony Gallopin (FRA)         | Lotto-Belisol           | 30 pts |
| 2n  | John Degenkolb (GER)        | Giant-Shimano           | 25 pts |
| 3r  | Matteo Trentin (ITA)        | Omega Pharma-Quick Step | 22 pts |
| 4t  | Daniele Bennati (ITA)       | Team Tinkoff-Saxo       | 19 pts |
| 5è  | Simon Gerrans (AUS)         | Orica-GreenEDGE         | 17 pts |
| 6è  | José Joaquín Rojas (ESP)    | Movistar Team           | 15 pts |
| 7è  | Greg Van Avermaet (BEL)     | BMC Racing Team         | 13 pts |
| 8è  | Samuel Dumoulin (FRA)       | AG2R La Mondiale        | 11 pts |
| 9è  | Peter Sagan (SVK)           | Cannondale              | 9 pts  |
| 10è | Kévin Réza (FRA)            | Team Europcar           | 7 pts  |
| 11è | Romain Bardet (FRA)         | AG2R La Mondiale        | 6 pts  |
| 12è | Sylvain Chavanel (FRA)      | IAM Cycling             | 5 pts  |
| 13è | Bram Tankink (NED)          | Belkin Pro Cycling Team | 4 pts  |
| 14è | Bauke Mollema (NED)         | Belkin Pro Cycling Team | 3 pts  |
| 15è | Jurgen Van den Broeck (BEL) | Lotto-Belisol           | 2 pts  |

### Colls i cotes
| 1r | Martin Elmiger (SUI) | IAM Cycling             | 2 pts |
| 2n | Jan Bakelants (BEL)  | Omega Pharma-Quick Step | 1 pt  |

| 1r | Martin Elmiger (SUI) | IAM Cycling       | 2 pts |
| 2n | Nicolas Roche (IRL)  | Team Tinkoff-Saxo | 1 pt  |

| 1r | Martin Elmiger (SUI) | IAM Cycling | 1 pt |

| 1r | Nicolas Roche (IRL)        | Team Tinkoff-Saxo | 2 pts |
| 2n | Alessandro De Marchi (ITA) | Cannondale        | 1 pt  |

## Classificacions a la fi de l'etapa

### Classificació general
|    | Ciclista                     | Equip                   | Temps      |
| -- | ---------------------------- | ----------------------- | ---------- |
| 1  | Vincenzo Nibali (ITA)        | Astana Qazaqstan Team   | 46h 59' 23 |
| 2  | Richie Porte (AUS)           | Team Sky                | + 2' 23"   |
| 3  | Alejandro Valverde (ESP)     | Movistar Team           | + 2' 47"   |
| 4  | Romain Bardet (FRA)          | AG2R La Mondiale        | + 3' 01"   |
| 5  | Tony Gallopin (FRA)          | Lotto-Belisol           | + 3' 12"   |
| 6  | Thibaut Pinot (FRA)          | FDJ                     | + 3' 47"   |
| 7  | Tejay van Garderen (USA)     | BMC Racing Team         | + 3' 56"   |
| 8  | Jean-Christophe Péraud (FRA) | AG2R La Mondiale        | + 3' 57"   |
| 9  | Bauke Mollema (NED)          | Belkin Pro Cycling Team | + 4' 08"   |
| 10 | Jurgen Van den Broeck (BEL)  | Lotto-Belisol           | + 4' 18"   |

### Classificació per punts
|    | Ciclista            | Equip         | Punts   |
| -- | ------------------- | ------------- | ------- |
| 1r | Peter Sagan (SVK)   | Cannondale    | 301 pts |
| 2n | Bryan Coquard (FRA) | Team Europcar | 164 pts |
| 3r | Marcel Kittel (GER) | Giant-Shimano | 157 pts |

### Classificació de la muntanya
|    | Ciclista                | Equip                   | Punts  |
| -- | ----------------------- | ----------------------- | ------ |
| 1r | Joaquim Rodríguez (CAT) | Team Katusha            | 51 pts |
| 2n | Thomas Voeckler (FRA)   | Team Europcar           | 34 pts |
| 3r | Tony Martin (GER)       | Omega Pharma-Quick Step | 26 pts |

### Classificació del millor jove
|    | Ciclista                 | Equip                   | Temps       |
| -- | ------------------------ | ----------------------- | ----------- |
| 1r | Romain Bardet (FRA)      | AG2R La Mondiale        | 47h 02' 24" |
| 2n | Thibaut Pinot (FRA)      | FDJ                     | + 46"       |
| 3r | Michał Kwiatkowski (POL) | Omega Pharma-Quick Step | + 1' 38"    |

### Classificació per equips
|    | Equip                   | Temps        |
| -- | ----------------------- | ------------ |
| 1r | AG2R La Mondiale        | 141h 05' 43" |
| 2n | Astana Qazaqstan Team   | + 3' 19"     |
| 3r | Belkin Pro Cycling Team | + 4' 25"     |

## Abandonaments
- Fabian Cancellara (SUI) (Trek Factory Racing. No surt.[5]